# Semplice Linux
Semplice Linux era una distribuzione GNU/Linux italiana basata sul ramo instabile di Debian GNU/Linux (Sid).

## Storia
Sviluppata a partire dal 2011, la prima versione venne pubblicata nel 2012. Il 9 aprile 2015 è stata pubblicata la versione 7.0 e il suo "piccolo" aggiornamento, la 7.0.1, che include vari bug fix, è stato pubblicato il 14 aprile 2015.
Il 18 settembre 2015 è uscito Semplice for Workstations 2015.2 (nome in codice "Jethro Tull"), basato su Debian 8.2 "Jessie". Grazie a Jessie, si possono utilizzare tutte le funzionalità di Semplice e il Desktop Environment vera senza avere instabilità e problemi dovuti ai nuovi pacchetti e aggiornamenti distribuiti nel ramo Sid.

## Caratteristiche
Utilizza il gestore di finestre openbox e il nuovo Desktop Environment vera, e numerose applicazione in GTK+. È disponibile in formato Live CD, sia per architetture X86 che X86-64.